# 24 Stunden aus dem Leben einer Frau (film 1931)
24 Stunden aus dem Leben einer Frau è un film del 1931 diretto da Robert Land. La sceneggiatura si basa su un romanzo di Stefan Zweig.

## Produzione
Il film, girato a Montecarlo, fu una co-produzione tra la Henny Porten Filmproduktion e la Nero-Film AG. Le riprese in esterni furono affidate al direttore della fotografia Friedl Behn-Grund, mentre quelle girate in studio a Otto Kanturek.

## Distribuzione
Distribuito dalla Vereinigte Star-Film GmbH, il film uscì nelle sale tedesche con il visto di censura registrato il 25 agosto 1931. Il 12 ottobre 1931, il film fu presentato in sala a Berlino. Nello stesso anno, la Ifuk lo distribuì anche in Austria con il titolo Eine Nacht an der Riviera.